# Sofística
Sofística prové del mot grec sophos que significa 'saviesa' o 'experiència' en un camp del coneixement. Els filòsofs sofistes de l'antiga Grècia eren una mena de mestres ambulants que oferien els seus ensenyaments sovint a canvi de diners. Es guanyaven la vida preparant els alumnes per a la vida a la polis mitjançant l'ensenyament de l'excel·lència o areté. Permetia el domini del llenguatge, la capacitat d'argumentar, persuadir, mostrar les implicacions de qualsevol qüestió. Protàgores és considerat el pare d'aquesta disciplina. Els més destacats membres de la sofística van ser: Protàgores, Gòrgies, Hipias, Pròdic, Trasímac, Críties i Calicles.
Eren especialistes en el debat d'idees i preocupats per la definició del significat de les paraules, partien d'una crítica dels valors tradicionals com el bé, la justícia, la veritat, la llei, la bellesa, etc., que consideraven relatius.
El mètode o tècnica d'ensenyament de retòrica que usaven rep el nom d'erística.
Partien dels supòsits següents:
- La formació de l'individu ho ha d'abastar tot i integrar tots els coneixements.
- El coneixement és un procés que canvia i avança en el temps.
- El coneixement té un caràcter relatiu, ja que es fonamenta en les sensacions i aquestes mai es poden expressar en judicis concrets sinó en les diverses opinions dels éssers humans.
- La validesa absoluta del coneixement és dubtosa.

## Evolució del terme
El verb sophídsesthai, 'practicar la sophía', va sofrir una evolució similar en acabar per entendre's com a 'enredar'. La derivació sophistés es va donar als Set Savis en el sentit de 'filòsofs' i així diu Heròdot a Pitàgores, a Soló, i als que van fundar el culte dionisíac. També es deia així als mousike i als poetes i, en general, a tots els que exercien una funció educadora. L'ús pejoratiu va començar a prendre forma en el segle v aC, coincidint amb l'extensió de l'ús del terme als prosistes. El moment coincideix amb un increment de les suspicàcies dels atenesos cap als que mostraven una major intel·ligència. Isòcrates es planyia que el terme "hagués caigut en deshonor" i Sòfocles ho atribueix al fet que els educadors i mestres rebessin una remuneració pel seu treball. Aquesta és la tesi més estesa en l'actualitat.
No obstant això, era acceptat en la Grècia antiga que els poetes cobressin pels seus serveis. El menyspreu amb el qual els sofistes eren tractats de vegades no naixia del fet de rebre remuneració en si mateix, sinó de fer-ho, sobretot, en la formació sobre l'anomenada àrete, l'art de la política i la ciutadania, que incloïa totes les tècniques persuasives per a fer-se un lloc en l'administració de la polis.

## Crítiques
Plató criticava els sofistes pel seu formalisme i les seves trampes dialèctiques, pretenent ensenyar la virtut i a ser humà, quan ningú des d'un saber purament sectorial, com el del discurs retòric, pot arrogar aquest dret.
La primera exigència d'aquesta areté era el domini de les paraules per a ser capaç de persuadir els altres. "Poder convertir en sòlids i forts els arguments més febles", diu Protàgores. Gòrgies diu que amb les paraules es pot enverinar i extasiar. Es tracta, doncs, d'adquirir el domini de raonaments enganyosos. L'art de la persuasió no està al servei de la veritat sinó dels interessos del que parla. Anomenaven aquest art "conducció d'ànimes". Plató dirà més tard que era "captura" d'ànimes.
Segons alguns autors, no eren, doncs, pròpiament filòsofs. Per als que són d'aquesta opinió, tenien, però, en comú amb els filòsofs una actitud que sí que pot rebre el nom de filosòfica: l'escepticisme i el relativisme. No creien que l'ésser humà fos capaç de conèixer una veritat vàlida per a tots. Cadascú té "la seva" veritat.
En canvi, hi ha qui sosté que sí que eren veritables filòsofs, i que les àcides crítiques de Plató corresponen a una disputa per un mateix grup de potencials deixebles i a les seves diferències polítiques i filosòfiques.
D'Aristòtil, provindrà també el sentit pejoratiu: sofista és qui utilitza el sofisma per a raonar.